# لو شالارد
لو شالارد (بالفرنسية: Le Chalard)‏ هي بلدية في مقاطعة فيين العليا في منطقة أقطانية الجديدة غرب فرنسا.